# Яковица
Яковица е село в Южна България. То се намира в община Кирково, област Кърджали.

## География
Село Яковица се намира в Родопите. Селото има 3 махали: „Долна“ махала, „Средна“ махала и „Горна“ махала (Топчийска). Горната и Средната махали са разположени на било, Долната е разположена в долчинка.

## Население
Преброяване на населението през 2011 г.
Численост и дял на етническите групи според преброяването на населението през 2011 г.:
|                     | Численост | Дял (в %) |
| Общо                | 67        | 100,00    |
| Българи             | 67        | 100,00    |
| Турци               | 0         | 0,00      |
| Цигани              | 0         | 0,00      |
| Други               | 0         | 0,00      |
| Не се самоопределят | 0         | 0,00      |
| Неотговорили        | 0         | 0,00      |

## История
Яковица е едно от старите села в района. Турското име на селото е Yptere.
В историческата книга на Борис Дерибеев „Ахрида – непозната земя“се споменава за Яковица. Хората тук казваха: ние сме били християни преди. Когато са дошли турците да налагат исляма, прабабите и прадядовците ни са го приели, без да се съпротивляват, защото са чули от съседните села как колели и бесили наред този, който откажел да приеме исляма. Те формално приемали всичко това, но вътрешно продължавали да си вярват в Християнската религия. Доказателство било, че много от жените, като плели елеци и жилетки от овча прежда, те вплитали и дървен кръст в тях. Като са им се раждали деца, им рисували кръст с нож по гърба. Така вярата им в Господа била запазена. Авторът споделя, че и днес в селото има възрастни хора, които могат да потвърдят това, но не искат да говорят.
През 1913 г. село Яковица е попадало в територията на Гюмюрджинска република.
Преди селото е имало кметство, читалище, училище до четвърто отделение и магазин и е било доста оживено. Имало е млади хора и деца. Днес селото е с кметски наместник към кметство Джерово.